# Diaoyutai-Stätte
Diaoyutai (釣魚臺遺址 / 钓鱼台遗址,  Diàoyútái Yízhǐ) ist eine neolithische Stätte im Kreis Quyang (曲陽縣 / 曲阳县,  Qǔyáng Xiàn) der chinesischen Provinz Hebei. Es handelt sich um eine 5.000 Jahre alte Stätte aus der Zeit der Yangshao-Kultur.
Die Diaoyutai-Stätte steht seit 2006 auf der Liste der Denkmäler der Volksrepublik China (6-7).